# Prozelo (Arcos de Valdevez)
Prozelo é uma povoação portuguesa sede da Freguesia de Prozelo do Município de Arcos de Valdevez, freguesia com 3,96 km² de área e 815 habitantes (censo de 2021), tendo, por isso, uma densidade populacional de 205,8 hab./km².

## Demografia
A população registada nos censos foi:
| Distribuição da População por Grupos Etários | Distribuição da População por Grupos Etários | Distribuição da População por Grupos Etários | Distribuição da População por Grupos Etários | Distribuição da População por Grupos Etários |
| -------------------------------------------- | -------------------------------------------- | -------------------------------------------- | -------------------------------------------- | -------------------------------------------- |
| Ano                                          | 0-14 Anos                                    | 15-24 Anos                                   | 25-64 Anos                                   | > 65 Anos                                    |
| 2001                                         | 147                                          | 135                                          | 463                                          | 275                                          |
| 2011                                         | 85                                           | 97                                           | 472                                          | 289                                          |
| 2021                                         | 67                                           | 69                                           | 379                                          | 300                                          |